# فيليسا مارتين برابو
فيليسا مارتين برابو ‏ (11 يونيو 1898 في سان سيباستيان - 29 أكتوبر 1979 في مدريد) فيزيائي، وعالم أرصاد جوية من إسبانيا.